# Kralj šamana (TV serija iz 2001)
Kralj šamana (енгл. Shaman King) iz 2001. godine je prva i delimična anime adaptacija istoimene mange koju je napisao i ilustrovao Hirojuki Takei.

## Sinopsis
Priča prati prvu polovinu mange. Počinje da se menja nakon što šamani odu u Ameriku. Ova anime adaptacija takođe ima neke originalne likove, kao što su Lili Petorka, Alen, Cink i Ašil.
Kao i manga, priča prati Joa Asakuru i njegove napore da postane novi Kralj šamana. Počinje sa Mantom, Joovim budućim prijateljem koji ga upozna nakon što jedne noći odluči da iskoristi prečicu koja ide kroz groblje. Tu saznaje da Jo može da komunicira sa duhovima. Malo kasnije, Jo pridobija Amidamarua, duha samuraja koji je umro pre šesto godina. Zajedno, njih trojica upoznaju ostale šamane, kao i Anu, Joovu verenicu, i Rjua, huligana koji ubrzo dobija šamanske moći. Malo pre šamanskog turnirna upoznaju Haa, jakog šamana koji hoće da stvori svet bez ljudi. Želeći da ga zaustavi, ali i da postane Kralj šamana, Jo daje sve od sebe da se probije do vrha. Međutim, Hao je previše jak za njega.

## Produkcija
Seriju je režisirao Seiđi Mizušima. Takei je na početku nadgledao produkciju, ali je morao da se povuče jer je još uvek radio na mangi i nije imao vremena. Adaptacija je na početku pratila mangu, ali pošto je manga još uvek bila u produkciji, anime je izmislio veliki deo priče, uključujući i kraj. Septembra 2020. godine, Mizušima je objavio da druga polovina priče nije bila njegova ideja, nego da su je predložili nadležni iz Shueisha izdavačke kuće.

## Emitovanje
Anime je imao ukupno 64 epizode (plus pet specijala) koje su se puštale na japanskoj stanici TV Tokyo u periodu od 4. jula 2001. godine do 25. septembra 2002. godine. 
U Americi, korporacija 4Kids Entertainment je sinhronizovala seriju i puštala je na kanalu FoxBox od 6. septembra 2003. godine. Juna 2020. godine, objavljeno je da će originalni “Kralj Šamana” anime biti strimovan na  Full Anime TV i  Bonbon TV u Japanu.
Anime se prodavao i na DVD-u. Izdavala ga je japanska kuća King Records u periodu od 30. oktobra 2001. godine do 22. januara 2003. godine, s tim da je u periodu od 27. avgusta do 25. decembra 2007. prodavan kao trodelni DVD set. FUNimation Entertainment je prodavao necenzurisanu englesku verziju od 19. oktobra 2004. godine do 29. marta 2005. 
U Srbiji, televizijska stanica Hepi TV (odnosno Košava TV) je preuzela američku sinhronizaciju, prevela na naš jezik i 2006-2007. puštala na svom kanalu. Međutim, pošto anime nije preveden sa japanskog jezika, već sa engleskog, kod nas se prikazivala cenzurisana verzija. Ovu anime seriju je prevela Maja Starčević Jankovski, dok su uloge tumačili Lako Nikolić (Jo Asakura, Manta Ojamada), Aleksandar Srećković (Amidamaru, Trej Trkač), Ivan Zarić (Len Tao), Jelena Gavrilović (Ana Kjojama, gvozedna lejdi Džejn) i Bojana Maljević (Džun Tao). Majstori tona bili su Miodrag Jakovljević i Nikola Kokotović, a tonsku obradu je radio studio Monte Royal Pictures.

## Muzika
Muziku serije komponovao je Tošijuki Omori. Japanska verzija je imala dve uvodne špice (Over Soul i Northern Lights pevačice Megumi Hajašibare) i tri završne špice (Trust you, Omokage, i Tamashii Kasanete — s tim da je prve dve špice pevala već pomenuta Megumi Hajašibare, a poslednju špicu, koja je bila samo u poslednjoj epizodi, pevala je Juko Sato), dok je engleska verzija imala samo jednu uvodnu špicu (To be Shaman King) koju smo i mi koristili. Englesku uvodnu špicu otpevali su Džim Maloun, Džon Sigler i Džulijan Haris. 
Muzika prve anime adaptacije prodavana je u setu CD-ova. Prvi set, Shaman King: Vocal Collection (“Kralj šamana: kolekcija vokala”) je pušten na tržište 27. marta 2002. godine i sadržao je 14 traka, uključujući prvu uvodnu i završnu špicu. Drugi set, Shaman King: Original Soundtrack (“Kralj šamana: originalna muzika”) je puštena 26. juna 2002. godine i sadržala je dodatnih 20 traka i drugu uvodnu špicu Northern Lights (“Severne svetlosti”). Osim ovih, od 24. marta 2004. godine, prodavan je i šestodelni set na kome su glasovni glumci pevali pesme kao likovi koje su tumačili.  Prodavane su i trodelne CD drame.

## Spoljašnji izvori
- (језик: јапански)
- Prva adaptacija na enciklopediji sajta Anime News Network (језик: енглески)
- Prva adaptacija na IMDb-u (језик: енглески)